# Antoine Baury
Antoine Baury, né le 29 juin 1817 à Saint-Yrieix (Haute-Vienne), commune où il est mort le 20 janvier 1894, est un homme politique français.
Avocat puis avoué, il devient juge civil au tribunal de Saint-Yrieix. Il est député de la Haute-Vienne de 1876 à 1881, siégeant à gauche. Il est l'un des « 363 »  qui refusent la confiance au gouvernement de Broglie, le 16 mai 1877.

## Décorations
- Chevalier de la Légion d'honneur par décret du 31 décembre 1886

## Sources
- « Antoine Baury », dans Adolphe Robert et Gaston Cougny, Dictionnaire des parlementaires français, Edgar Bourloton, 1889-1891 [détail de l’édition]
- « Antoine Baury », dans le Dictionnaire des parlementaires français (1889-1940), sous la direction de Jean Jolly, PUF, 1960 [détail de l’édition]